# Ludvig Richtnér
Ludvig Johan Bertil Richtnér, född 10 april 2005 är en svensk fotbollsspelare som spelar för IF Elfsborg i Allsvenskan.

## Karriär
Richtnér började spela i moderklubben Huddinge IF som sexåring. Sommaren 2021 flyttade han till IF Elfsborg i samband med gymnasiestarten. Efter 2,5 år i klubbens akademi tecknade Richtnér i december under ett tvåårigt A-lagskontrakt med IF Elfsborg.
Den 2 november 2024 debuterade han i Allsvenskan, då han gjorde ett inhopp i årets sista hemmamatch när IF Elfsborg besegrade Västerås SK. Det följde han sedan upp med ett nytt inhopp i slutomgången och Europadebut när IF Elfsborg skrällde och vann mot Nice i Europa League den 23 januari 2025. I februari 2025 tecknade Richtnér ett nytt tvåårskontrakt med IF Elfsborg.

## Statistik
| Klubb              | Säsong             | Liga               | Liga    | Liga | Nationell cup | Nationell cup | Internationell cup | Internationell cup | Övrigt  | Övrigt | Totalt  | Totalt |
| Klubb              | Säsong             | Division           | Matcher | Mål  | Matcher       | Mål           | Matcher            | Mål                | Matcher | Mål    | Matcher | Mål    |
| ------------------ | ------------------ | ------------------ | ------- | ---- | ------------- | ------------- | ------------------ | ------------------ | ------- | ------ | ------- | ------ |
| IF Elfsborg        | 2024               | Allsvenskan        | 2       | 0    | 0             | 0             | 2                  | 0                  | -       | -      | 4       | 0      |
| IF Elfsborg        | 2025               | Allsvenskan        | 0       | 0    | 2             | 0             | 0                  | 0                  | -       | -      | 1       | 0      |
| Totalt i karriären | Totalt i karriären | Totalt i karriären | 2       | 0    | 1             | 0             | 2                  | 0                  | 0       | 0      | 5       | 0      |

## Personligt
Ludvigs föräldrar, Anders Richtnér och Maria Richtnér, är båda före detta friidrottare. Hans mamma var mångkamperska och vann under karriären bland annat elva SM-medaljer medan hans pappa var en häcklöpare som nådde en fjärdeplats på SM som bäst.
Under uppväxten var hans favoritlag Real Madrid medan Toni Kroos var hans favoritspelare.